# Il monello
(Dai titoli di testa)
Il monello (The Kid) è un film muto del 1921 scritto, prodotto, diretto, interpretato e musicato da Charlie Chaplin. Suo primo lungometraggio, fu un grande successo d'epoca che mantiene tuttora inalterato il suo valore artistico, tanto da essere ritenuto uno dei massimi capolavori del cinema di Chaplin.
Il film ebbe un enorme impatto nella carriera di entrambi i protagonisti. Per Charlie Chaplin fu il raggiungimento di uno stile distintivo che combinava commedia e dramma e che egli ripeterà con successo nei suoi lavori seguenti. A Chaplin va anche il merito di essere stato il primo regista a intuire e a sfruttare fino in fondo le capacità protagonistiche che gli attori bambini potevano avere davanti alla macchina da presa. A sei anni Jackie Coogan era già un attore consumato nel vaudeville ed aveva mostrato di sapersi muovere con disinvoltura anche sul set cinematografico, sia pure finora solo in piccole parti non accreditate. La sua interpretazione ne Il monello cambiò l'immagine stessa del bambino attore a Hollywood, esplorando forme espressive finora inedite e provandone il successo presso il grande pubblico. All'indomani della prima guerra mondiale, segnata dal dramma di migliaia e migliaia di orfani, Coogan commuove con il suo personaggio di bambino povero, abbandonato, desideroso di affetto e al tempo stesso pieno di vita, di intraprendenza e di speranza nel futuro. Il suo stile realistico di interpretazione si ripeterà con successo nei mesi e negli anni seguenti, da My Boy (1921) a Oliviero Twist (1922) e The Rag Man (1925), ed offre un modello per un'intera generazione di attori bambini.

## Trama

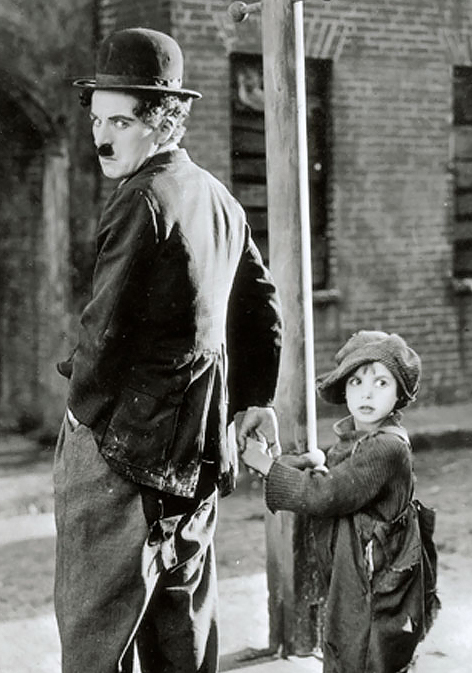
Chaplin e Jackie Coogan in una foto di scena

Una donna sedotta e abbandonata viene dimessa dall'istituto di carità in cui ha dato alla luce suo figlio. Non potendo mantenerlo, decide di lasciare il piccino all'interno di una macchina di lusso con la speranza che sia la ricca famiglia proprietaria del mezzo a crescere il bambino.
Il pentimento l'assale di lì a poco, ma il destino ha fatto della macchina l'obiettivo di due malviventi che, impossessatisi del mezzo, dopo la scoperta del fagotto col bimbo non si faranno scrupolo di gettarlo tra le macerie di un quartiere degradato, dove casualmente è di passaggio il vagabondo Charlot che, imbattutosi nell'inusuale rinvenimento, prima prova a sbarazzarsi del bimbo, poi, una volta rinvenuto tra le fasce che l'avvolgono un biglietto invocante perdono per il gesto di abbandono e implorante assistenza per il bimbo, si decide a trattenere con sé il neonato.
Portandolo con sé nel fatiscente e angusto sottotetto dove egli dimora, lo accudisce con fantasioso amore, rimediando l'occorrente, allestendo un'amaca-culla, adibendo una vecchia caffettiera a biberon, una sedia sfondata a vasino per i bisogni, calandosi con amore nel ruolo di padre, Charlot crescerà il bimbo.
Cinque anni dopo, il bambino è complice del "padre" nella gestione dell'attività di quest'ultimo di vetraio ambulante: il monello lo precede tirando sassate alle finestre delle abitazioni delle vie per le quali, casualmente, transiterà Charlot munito di vetri di ricambio. Una sassata alla finestra dell'abitazione del poliziotto, però, si rivelerà fatale all'attività.
Nel frattempo il destino sembra aver ripagato l'ex ragazza madre, ora attrice affermata e osannata. La felicità è dimezzata dal senso di colpa per il gesto compiuto tempo prima, che riaffiora ad ogni opera di carità volta principalmente all'assistenza delle madri e dei bambini dei quartieri poveri cui ella dedica tempo e cuore. Nel corso di questa attività la donna si troverà al cospetto del monello accudito da Charlot, senza sapere che è il bambino da lei abbandonato, e al quale donerà un peluche.
Il peluche e la sua indebita appropriazione da parte di un bambino del quartiere saranno la causa del litigio tra il monello e il piccolo ladro e quando, inaspettatamente, il monello sembra avere la meglio sul rivale ben più grande, ecco intervenire il fratello di questi, un bullo prepotente che trasferisce su Charlot la rivalsa per la sconfitta del fratellino. La benefattrice dei bimbi del quartiere fermerà il prepotente, che sarà convinto a riconciliarsi col vagabondo, e raccoglierà poi il monello febbricitante restituendolo a Charlot che crede suo padre.
Il dottore interpellato per la salute del piccolo verrà ingenuamente reso partecipe della storia del ritrovamento. Egli, impossessatosi del biglietto che accompagnava il bambino all'atto dell'abbandono, ancora custodito dal vagabondo, fa intervenire l'autorità per l'infanzia abbandonata che, nei panni di uno zelante e scostante funzionario, sottrae il bambino, relegandolo come un animale sul cassone di un furgone, tra la sua disperazione e quella di Charlot. Questi, indomito, si divincola dalla presa del poliziotto intervenuto nell'operazione, fugge sui tetti, rincorre il furgone e riesce a saltarvi sopra e a ricongiungersi con il suo monello.

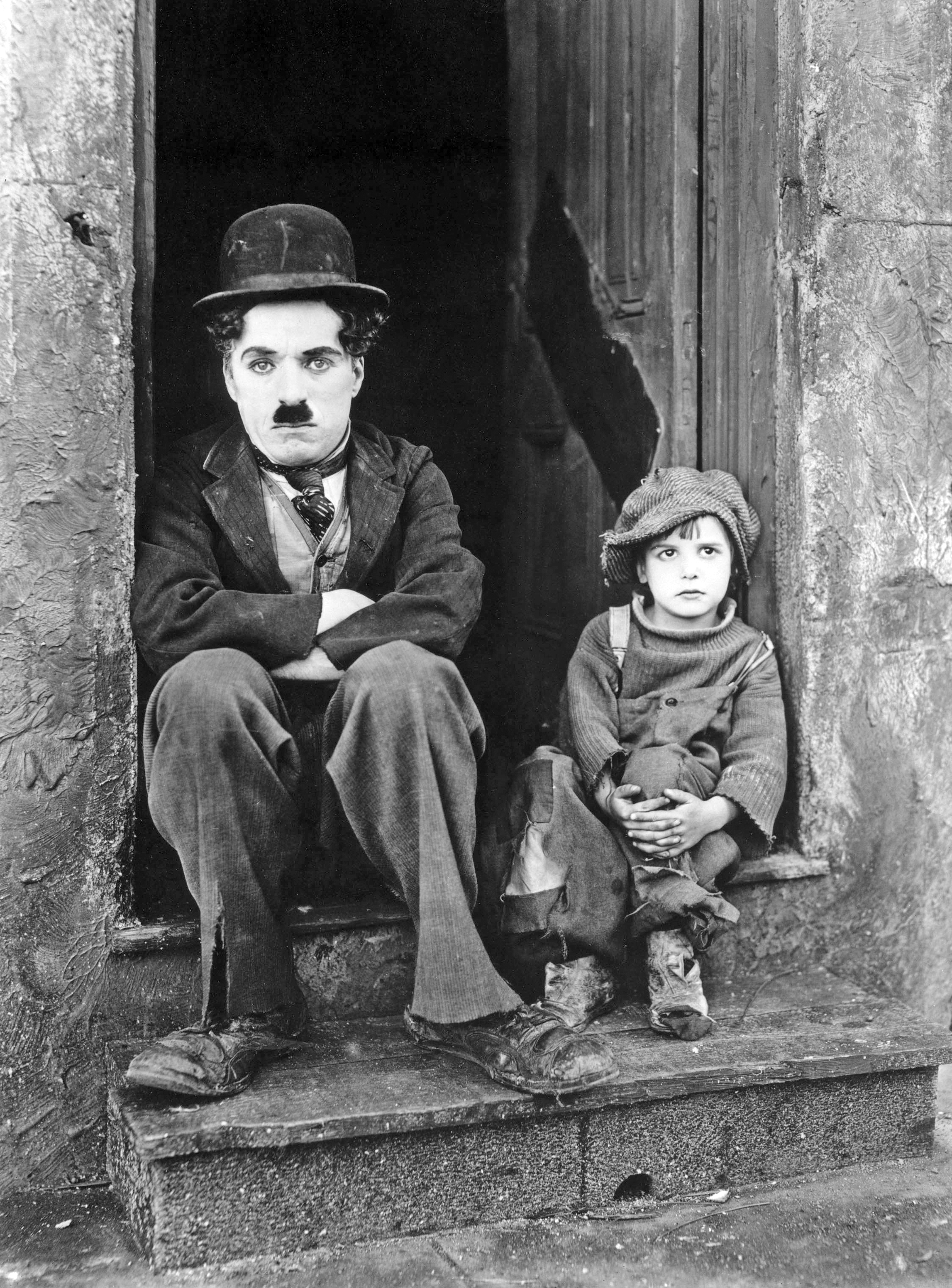
Chaplin e Coogan in una scena

L'incombere dell'oscurità porta i due al dormitorio pubblico. Qui il guardiano riconosce nel monello il bambino menzionato in un avviso di ricompensa fatto pubblicare sul giornale dalla madre, che nel frattempo è stata informata del suo ritrovamento e della sua successiva scomparsa. Approfittando del sonno il guardiano raccoglie il bambino e lo porta alla stazione di polizia dove la madre verrà a recuperarlo.
Accortosi che il monello non c'è più e non riuscendo a trovarlo, il vagabondo, sconsolato, fa ritorno alla sua abitazione e si abbandona al sonno, che lo coglie sui gradini della sua casa, sui quali si accoccola. Un sogno straordinario lo sorprende, un sogno che trasforma splendidamente il quartiere, addobbato a festa e ricoperto di fiori, percorso dagli abitanti in tuniche bianche e con un bel paio d'ali: è il paradiso, dove il suo monello lo accoglie a braccia aperte e gli procura la tunica e le ali d'ordinanza per sperimentare insieme la bellezza del volo.
Ma dei diavoli tentatori s'intrufolano nel quartiere e, approfittando della distrazione dell'angelo custode (di nome e di fatto), insinuano la malizia nelle moine di un provocante angioletto alla quale il vagabondo non resta insensibile. L'angioletto adolescente, però, è la fidanzata di un altro angelo, che ha le sembianze del bullo del quartiere di prima, il quale, aizzato dal diavolo e mosso dalla gelosia, inizia a picchiare Charlot.
Subito accorrono altre persone e il poliziotto di quartiere che, quando tenta di scappare in volo, esplode alcuni colpi di revolver contro Charlot che, scosso dai fremiti della morte e con un gran sbattere d'ali, si accascerà sui gradini della sua casa. Un fremito lo sveglia dal torpore riportandolo alla realtà: è lo strattone del poliziotto che lo invita a seguirlo sulla macchina che lo trasporta davanti all'ingresso di una sontuosa abitazione, dalla cui porta d'ingresso si catapulterà fuori, saltandogli al collo, il suo monello e l'ex ragazza madre, ora ricongiunta al figlio, che invita Charlot ad entrare in casa.

## Produzione

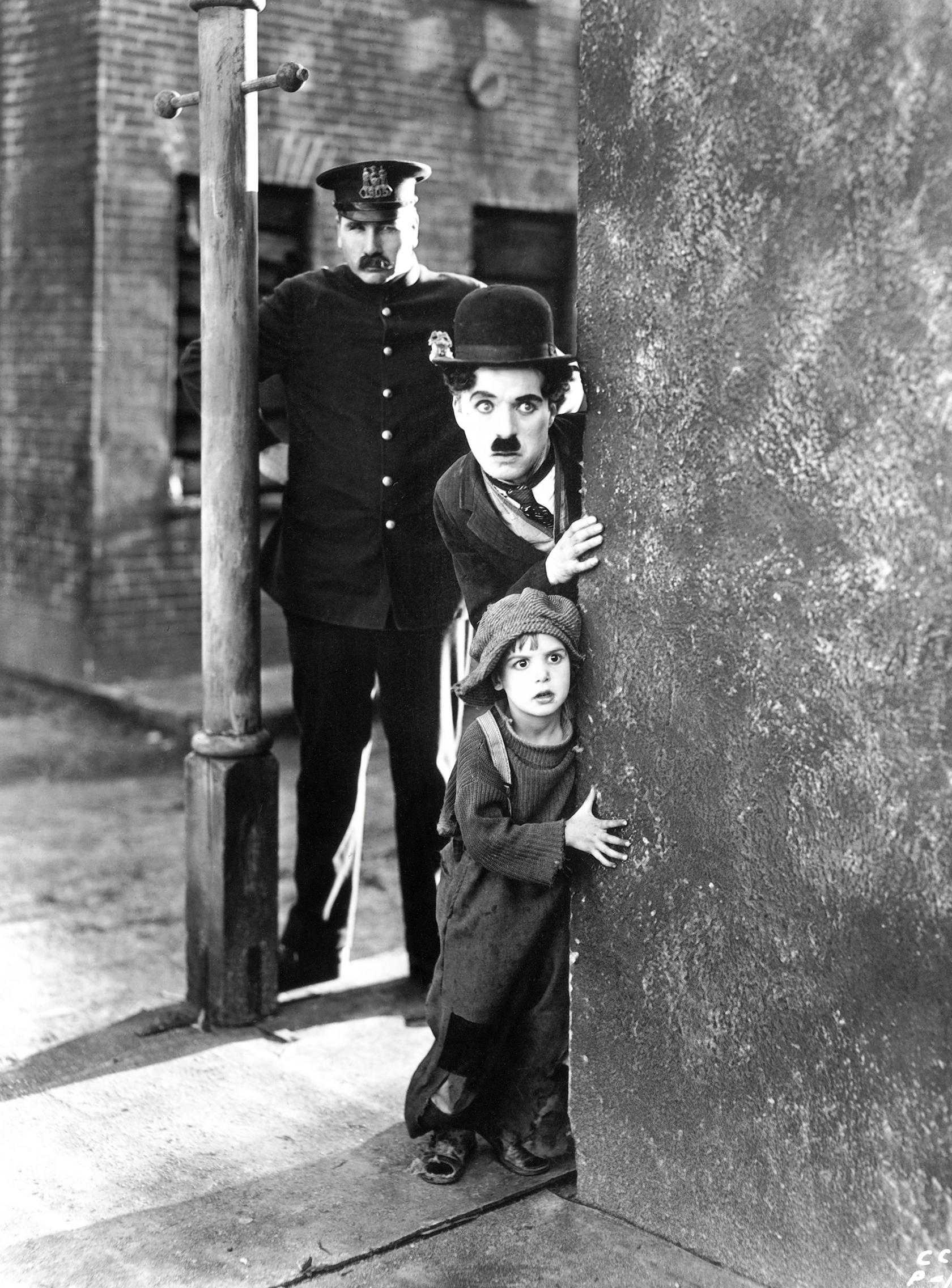
Una foto di scena

Il monello venne prodotto dalla Charles Chaplin Productions. Il film richiese complessivamente diciotto mesi di lavoro, dalla prima scena girata alla prima proiezione, un periodo non particolarmente felice per la vita privata di Charlie: poco prima dell'inizio della lavorazione perse il primo figlio, avuto dalla prima moglie (Mildred Harris), Norman Spencer, nato con gravi deformazioni e sopravvissuto solo tre giorni.
Il matrimonio non fu mai felice, fallì nel corso della lavorazione del film; l'opera stessa rischiò di finire sotto sequestro unitamente ai beni di Charlie nella causa di divorzio intentatagli dalla moglie: Charlie, previdente, consegnò in custodia una copia dei negativi al fratello Sydney e terminò il montaggio della pellicola spostandosi in incognito (per quanto la sua popolarità lo consentisse) in diverse località, tra alberghi e studi tecnici.
Seguendo ciò che Chaplin scrive nella sua biografia, Chaplin notò Jackie Coogan all'Orpheum Theatre di Los Angeles, un locale vaudeville dove il piccolo stava recitando. Il giorno seguente, parlando con gli altri membri della sua troupe della performance di Coogan, gli venne in mente il soggetto de Il monello e scritturò il bambino per la parte principale. Quando la lavorazione del film iniziò Jackie piacque subito al regista: Chaplin lo trovò spontaneo, naturale e perfettamente plasmabile alle indicazioni riportate nella sua sceneggiatura.
Le riprese iniziarono nel mese di luglio 1919.

## Distribuzione
Il film fu presentato in prima a New York (21 gennaio) e a Chicago (23 gennaio 1921), in due serate di beneficenza. Nelle sale, distribuito negli Stati Uniti dalla First National, uscì il 6 febbraio. Ebbe una distribuzione internazionale, venendo esportato in numerosi paesi e conobbe anche più di una riedizione:
- Belgio: 13 gennaio 1922
- Danimarca: Charlies plejebarn, 14 marzo 1922
- Svezia: Chaplins pojke, 20 marzo 1922
- Spagna: 14 ottobre 1922
- Finlandia: Chaplinin poika, 30 aprile 1923
- Portogallo: O Garoto de Charlot, 28 maggio 1923
- Cecoslovacchia: 23 giugno 1923
- Germania: Der Vagabund und das Kind, 9 novembre 1923
- Italia: Il monello, 26 novembre 1923
- Bulgaria: Хлапето, 10 luglio 1924
- Danimarca: 17 luglio 1957 (riedizione)
- Spagna: 13 agosto 1957 (riedizione)
- Finlandia: 20 dicembre 1957 (riedizione)
- USA: 4 aprile 1972 (riedizione)
- Belgio: 15 aprile 1976 (riedizione)
- Finlandia: 15 dicembre 1978 (riedizione)
- Portogallo: 3 aprile 1981 (riedizione)
- Germania: 15 maggio 1997 (riedizione)
- Norvegia: 3 maggio 2000 (Kristiansand International Children's Film Festival)
- Grecia: 6 febbraio 2004 (riedizione)
- Norvegia: 25 gennaio 2007 (riedizione)
- Polonia: 1 febbraio 2008 (riedizione)
- Grecia: 10 ottobre 2010 (Silent Film Festival)

### Incassi
Il film, costato 250.000 dollari, ne incassò 2.500.000, classificandosi al secondo posto tra le pellicole di maggiore incasso negli Stati Uniti nel 1921; in testa si posizionò I quattro cavalieri dell'Apocalisse, che incassò invece 9.183.673 dollari

### La riedizione
Nel 1971, 50 anni dopo il suo trionfale debutto, il film fu ridistribuito nelle sale. In quell'occasione Chaplin compose la colonna sonora ed eliminò tre scene che sviluppano il ruolo della madre, interpretato da Edna Purviance, accorciandolo dai 68 minuti originali agli attuali 53 minuti.

## Premi e riconoscimenti
Nel 2011 è stato scelto per essere conservato nel National Film Registry della Biblioteca del Congresso degli Stati Uniti, tra i film ritenuti "culturalmente, storicamente ed esteticamente significativi".